# Coelogyne schilleriana
Coelogyne schilleriana är en orkidéart som beskrevs av Heinrich Gustav Reichenbach och Karl Heinrich Koch.
Coelogyne schilleriana ingår i släktet Coelogyne och familjen orkidéer. Inga underarter finns listade i Catalogue of Life.

## Bildgalleri

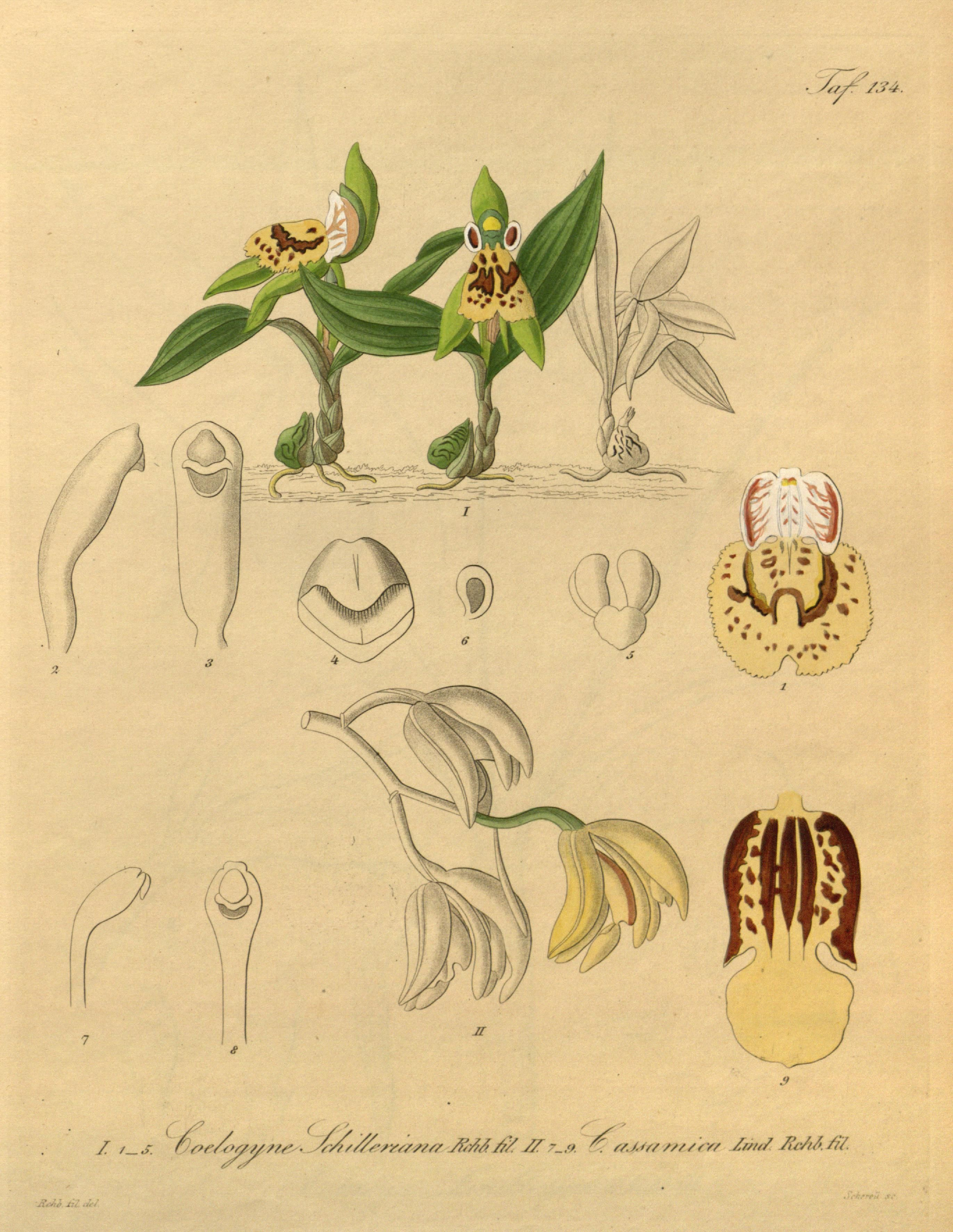